# Збинек Млинарік
Збинек Млинарік (нім. Zbynek Mlynarik; нар. 24 квітня 1977) — колишній австрійський тенісист.
Найвищу одиночну позицію світового рейтингу — 206 місце досяг 10 вересня 2001, парну — 409 місце — 4 жовтня 2004 року.

## Титули на челленджерах

### Одиночний розряд: (1)
| Ранг | Рік  | Турнір           | Покриття | Суперник   | Рахунок             |
| ---- | ---- | ---------------- | -------- | ---------- | ------------------- |
| 1.   | 2001 | Любек, Німеччина | Килим    | Дік Норман | 7–6(6), 6–7(4), 6–4 |

### Парний розряд: (1)
| Ранг | Рік  | Турнір              | Покриття | Партнер     | Суперники               | Рахунок     |
| ---- | ---- | ------------------- | -------- | ----------- | ----------------------- | ----------- |
| 1.   | 2004 | Канберра, Австралія | Ґрунт    | Лукаш Кубот | Стівен Гасс Петер Лучак | 7–6(3), 6–2 |